# Współpraca w załodze wieloosobowej
Współpraca w załodze wieloosobowej (ang. Multi Crew Co-operation) lub Koordynacja załogi wieloosobowej (ang. Multi Crew Coordination) (MCC) – dodatkowe szkolenie dla pilotów posiadających Commercial Pilot Licence wymagane w celu latania w składzie załogi statku powietrznego złożonej z przynajmniej dwóch członków. Jest konieczna dla pilotów aplikujących na uprawnienia na typ dla załogi wieloosobowej i ma na celu nauczenie odpowiedniej komunikacji i koordynacji działań pilotów w czasie normalnego lotu i w sytuacjach awaryjnych. Kurs można przejść razem z uprawnieniami na typ lub osobno. Kurs trwa dwa tygodnie (lub 9 dni roboczych) i prowadzony jest w pełnych symulatorach lotu.
Superwizorem kursu jest organizacja szkoleń lotniczych (ang. Flight Training Organization – FTO) lub organizacja szkoleniowa nadająca uprawnienia na typ (ang. Type Rating Training Organization – TRTO). Kurs opisany jest w przepisach lotniczych dotyczących Flight Crew Licensing (FCL1) w części F.